# Kalasin
Kalasin (thailandese: กาฬสินธุ์) è una città minore (thesaban mueang) della Thailandia di 33 398 abitanti (2019). Il territorio comunale occupa una parte del distretto di Mueang Kalasin nella provincia omonima, nel gruppo regionale della Thailandia del Nordest.

## Geografia fisica

### Territorio
Kalasin si trova in una zona pianeggiante nella parte centrale dell'altopiano di Korat, lungo la strada tra Khon Kaen e Sakon Nakhon. Si affaccia sulla sponda orientale del fiume Pao, uno dei maggiori affluenti del fiume Chi. Le alture più consistenti della zona sono i monti Phu Phan, che sono circa 50 km a nord-est della città e separano il bacino di Korat, la parte dell'altopiano dove si trova Kalasin, dal bacino di Sakon Nakhon. Dista 519 km dalla capitale Bangkok.

### Clima
La temperatura media mensile massima è di 35,7° in aprile, durante la stagione secca, con un picco di 42,3° registrato a maggio, mentre la media mensile minima è di 17,2° in dicembre, nella stagione fresca, con un picco di 5,5° sempre in dicembre. La media massima mensile delle precipitazioni piovose è di 266,5 mm in agosto, nella stagione delle piogge, con un picco giornaliero di 188,1 mm in luglio. La media minima mensile è di 0,6 mm in luglio. La stagione fresca va da ottobre a febbraio, quella secca da febbraio ad aprile e quella delle piogge da maggio a ottobre.

## Origini del nome
Kala significa nero e Sin significa acqua, Kalasin vuol dire quindi acqua nera, ed è il nome assegnato da re Rama I alla città, chiamata in precedenza Mueang Nam Dam, che a sua volta significa città dell'acqua nera.

## Storia
Secondo quanto riportato alla luce con scavi archeologici, insediamenti di antichi Lawa erano presenti nella prima metà del primo millennio nella zona di Kalasin. La città fu fondata nel 1793 da Thao Somphamit che con le proprie truppe si trasferì dalla riva sinistra del Mekong al fiume Pao, in una zona chiamata a quel tempo Ban Kaeng Samrong. All'insediamento fu dato il nome Mueang Nam Dam (città dell'acqua nera). Somphamit fece atto di sottomissione inviando tributi a re Rama I del Regno di Rattanakosin (l'odierno Regno di Thailandia), il sovrano lo ricompensò nominandolo governatore con il nome nobiliare Phraya Chai Sunthon e diede alla città il nome Kalasin. In seguito, la popolazione di Kalasin espresse gratitudine a Thao Somphamit erigendo un monumento in bronzo che lo raffigura in centro città.
Con le riforme thesaphiban promosse da re Rama V all'inizio del XX secolo, la città divenne il capoluogo della neonata provincia di Kalasin. Il 14 marzo 1937 Kalasin fu inglobata con regio decreto nella provincia di Maha Sarakham e perse lo status di capoluogo. Sul documento era riportato che la superficie cittadina era di 4,04 km². La provincia di Kalasin fu ricreata nel 1947. Con il regio decreto del 27 settembre 1982, la superficie della municipalità fu portata a 16,96 km².

## Luoghi d'interesse

### Architetture religiose
- Wat Klang, monastero reale di terza classe situato in centro città, all'interno del suo ubosot vi è la statua in bronzo di un Buddha nero su un piedestallo recante un'inscrizione in thailandese antico. Fu portata da Phraya Chai Sunthon ed è diventata il simbolo della provincia. La statua è venerata dalla popolazione, che la porta in processione verso la fine della stagione secca invocando la pioggia.[6]
- Wat Si Bun Rueang, antico tempio cittadino dove sono custodite pietre sacre con bassorilievi provenienti dagli scavi archeologici dell'antica città di Fa Daet Song, mirabili esempi di arte Dvaravati rinvenuti nella provincia.[6]

### Altro
- Kut Nam Kin Park, parco cittadino al cui interno si trova un vasto stagno.[6]

## Cultura

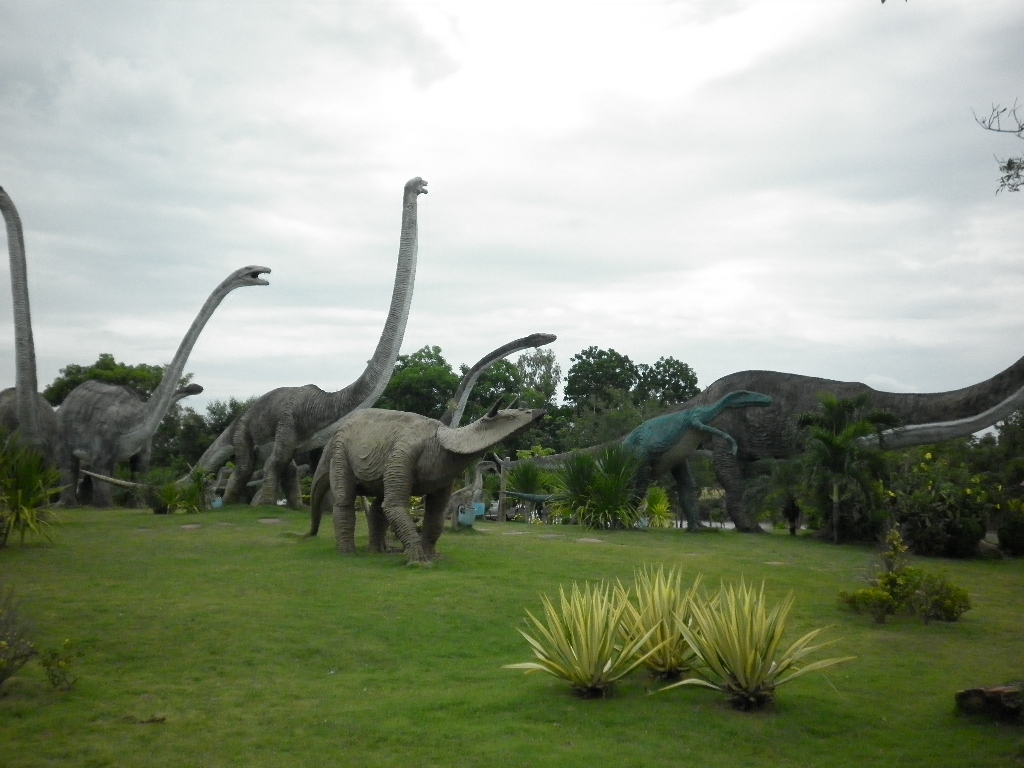
Alcune delle riproduzioni di sauropodi al parco dei dinosauri di Phu Kum Khao

### Musei
- Museo Sirindhorn e parco dei dinosauri, la provincia di Kalasin è famosa per i ritrovamenti di fossili di dinosauri e nel 2006 la principessa Sirindhorn ha inaugurato il museo che prende il suo nome, il più grande nel suo genere in Thailandia. Al suo interno vi sono i fossili di sauropodi risalenti a 120 milioni di anni fa venuti alla luce con gli scavi archeologici iniziati negli anni 1970, nonché diverse riproduzioni in scala 1:1 degli animali preistorici. Il museo si trova in località Phu Kum Khao del distretto di Sahatsakhan, circa 40 km a nord di Kalasin.[3][6][7]
- Museo di Kalasin, situato in centro città, fu fondato da un governatore per esibire i prodotti più interessanti della zona. Di rilievo le esposizioni delle raffinate collezioni di seta Phrae Wa dei phu thai, minoranza etnica presente in provincia le cui sete sono tra le più pregiate di Thailandia.[6][10]

### Musica
La città è nota per la sua musica tradizionale, in particolare quella ottenuta con lo strumento musicale Pong Lang, inventato da un maestro di Kalasin.

### Eventi
A Kalasin si tiene ogni anno il festival della seta Phrae Wa, evento particolarmente sentito in città nel quale vi sono concerti di musica tradizionale, esposizione e vendita delle sete Phrae Wa delle donne phu thai, altre esibizioni culturali e servizi di ristorazione.

## Economia
L'economia locale si basa soprattutto sull'agricoltura e l'allevamento del bestiame. Tra i prodotti principali vi sono riso, in particolare il riso glutinoso, angurie, manioca e canna da zucchero. I prodotti lavorati più conosciuti sono la seta Phrae Wa dei phu thai, cesti in bambù, borse di stoffa e, in ambito alimentare, salsicce cinesi, sfilacci di maiale, maiale fritto croccante ecc. La diga costruita tra il 1963 e il 1968 sul fiume Pao alcuni chilometri a nord di Kalasin ha favorito l'irrigazione delle terre coltivate.